# Социальное представление
Социальное представление — категория, представляющая собой сеть понятий, утверждений, умозаключений, возникающих в повседневной жизни в ходе межличностного взаимодействия. Термин возник в рамках концепции социальных представлений французского социального психолога Сержа Московичи. С помощью социальных представлений человек как член социальной группы активным образом переосмысливает все происходящие в его социальном контексте явления и процессы.

## Теория социальных представлений С. Московичи

### Возникновение теории социальных представлений
Основой теории социальных представлений являются идеи французской социологической школы, прежде всего Э. Дюркгейма. Данная концепция отличается социологичностью, на которой настаивал С. Московичи при критическом анализе состояния социальной психологии. С. Московичи поддерживал принцип «социального реализма», согласно которому общество представляет собой систему с особыми свойствами, которая и должна быть предметом изучения всего социального. Кроме того, взгляды С. Московичи близки взглядам Э. Дюркгейма в отношении коллективных представлений, через призму которых должны изучаться социальные явления.
Теория социальных представлений зародилась в условиях методологического кризиса западной социальной психологии; данный кризис явился результатом рефлексии состояния социальной науки на момент середины двадцатого века, связанной с критикой модели развития американской социальной психологии, по пути которой следовала и европейская наука.
Точкой отсчета теории социальных представлений можно назвать 1960 год, именно тогда была опубликована диссертационная работа С. Московичи, посвященная исследованию социальных представлений о психоанализе в различных слоях французского общества. Данную теорию можно назвать теорией нового типа, в которой произошел переход от анализа индивидуального сознания к массовому.

### Структура социальных представлений
Социальное представление обладает трехкомпонентной структурой:
- Информация. Совокупность знаний об объекте представления, полученная из разных источников (СМИ, институты образования). Степень осведомленности варьируется.
- Поле представления. Формируется в группе, неотделимо от нее. Характеризует организацию содержания представления.
- Установка. Авторы рассматривают установку в структуре социальных представлений как аффективную составляющую. Она отражает отношение человека к объекту представления[1][2].

### Функции социальных представлений
С. Московичи выделяет три основные функции социальных представлений:
1. Функция инструмента познания. С. Московичи подчеркивает первостепенную значимость этой функции. Социальные представления наряду с желаниями и интересами человека выступают опосредующим звеном для восприятия окружающего.
2. Функция опосредования поведения.
3. Функция адаптации. Получая новые знания, человек встраивает их в уже сложившуюся картину мира. Новые, неизвестные доселе факты социальной жизни, политические и научные явления, могут быть необычны, поэтому перед тем, как интериоризироваться, происходит смысловая трансформация образа, неизвестное подстраивается под уже сложившиеся схемы[2].

### Образование социальных представлений
В основе нескольких фаз процесса образования социальных представлений лежит механизм адаптации нового к уже сложившимся концептуальным схемам, встраивание неизвестного во внутреннюю структуру готовых представлений, наделение нового своими признаками и свойствами. Первый этап данного процесса, обозначенный как «зацепление» (якорение), направлен на то, чтобы выделить какой-то признак предмета, с помощью которого незнакомое можно приблизить к чему-то уже известному, происходит акцентирование внимание на этом признаке или свойстве.
Второй этап — «объективация», основным его итогом является трансформация незнакомого знания о каком-либо явлении или объекте в нечто понятное. «Объективация», в свою очередь, разделена на четыре этапа, первый из которых есть персонализация. В ходе персонализации понятие связывается с конкретным человеком. Например, в диссертационном исследовании С. Московичи люди, говоря о психоанализе, вспоминали имя З.Фрейда. По прошествии времени объект представления может связываться не только с конкретным человеком, но и с целой социальной группой. Далее происходит отбор элементов явления, или если речь идет о научных понятиях, то происходит их отделение от научного контекста. На третьем этапе происходит образование «фигуративной схемы», которая образуется в результате целенаправленного отсева информации. «Фигуративную схему» составляют основные понятия, свойства того или иного явления, а также структура взаимосвязей. «Натурализация» представляет собой четвертый этап, включенный в структуру процесса «объективации». Стоит также отметить, что «объективация» понимается по-разному, в одном случае она определяется как отдельный этап наряду с персонификацией и натурализацией, в другом случае приравнивается ко всему механизму образования социальных представлений, включая в себя и персонификацию, и натурализацию.

## Новые подходы к пониманию социальных представлений
В настоящее время понятие социальных представлений вышло за рамки одной только концепции С. Московичи, которая приобрела уже статус влиятельной парадигмы в западноевропейской психологии. В настоящий момент в рамках данного подхода существует несколько течений, отличающихся друг от друга, но объединенных вопросом о социальных представлениях. Данные теории всё же имеют единую логику построения, обусловленную тем, что все они исходят из положений теории С. Московичи, но стремятся по-своему ее уточнить и конкретизировать.
Одно из наиболее популярных направлений, посвященных социальным представлениям — это направление, разрабатываемое Жан-Клодом Абриком, где социальное представление исследуется через его структуру, а именно центральное ядро и периферию. Ядро — достаточно стабильное образование, устойчиво во времени, оно определяется историческим, социальным и идеологическим контекстом. Оно связано с коллективной памятью и нормами группы. Периферия социального представления трансформируется и видоизменяется под влиянием индивидуальных мнений, опыта членов группы.
Еще одно направление изучения социальных представлений принадлежит У.Дуазу. Он остановился на проблеме взаимосвязи индивидуального и коллективного в социальной группе. У.Дуаз оперирует понятием «организующей метасистемы», которая контролирует, отбирает материал, полученный на основе ассоциаций, поиска различий.
И.Маркова в своем подходе вводит два противоположных понятия: когнитивная дифференциация и когнитивная глобализация. Процессы мышления, связанные с социальными представлениями, как известно, упрощены и автоматизированы, именно здесь применим термин «когнитивная глобализация». По И. Марковой, когнитивная глобализация включает процессы якорения и объективации.
В.Вагнер, поддерживая идею С. Московичи о том, что предмет социальных представлений должен быть значимым для социальной группы, тот, что спровоцирует общественный дискурс, исследует такие острые вопросы социальных групп, как образование представления об афроамериканцах в США. Теоретическим аспектом, отличающим его подход, является разделение представления как процесса и представлений как результата этого процесса.